# Estado de emergência na Etiópia em 2021
O estado de emergência na Etiópia em 2021 foi decretado pelo governo etíope em 2 de novembro de 2021 e posto em vigor em 5 de novembro pelo parlamento etíope, que transformou o projeto de lei do poder executivo do país em lei. O estado de emergência de seis meses concede às autoridades federais "amplos poderes para prender e deter críticos, impor toques de recolher e restringir os meios de comunicação", bem como recrutar qualquer cidadão com mais de 18 anos para lutar na Guerra de Tigray. 

## Contexto
A Força de Defesa Nacional da Etiópia sofreu uma derrota em junho de 2021 quando foi forçada a se retirar da região de Tigray, no norte da Etiópia, e vários milhares de seus soldados foram capturados. O estado de emergência de novembro foi declarado depois que as Forças de Defesa de Tigray tomaram Dessie e Kombolcha, "cidades estrategicamente localizadas" em uma rodovia norte-sul que leva à capital Adis Abeba. 

## Criação jurídica
A Câmara dos Representantes do Povo aprovou a proclamação do estado de emergência que lhe foi encaminhada pelo Conselho de Ministros. O Conselho de Ministros declarou o estado de emergência em função do conflito armado envolvendo a Frente de Libertação do Povo Tigray devido à Guerra de Tigray e o Exército de Libertação Oromo devido ao conflito oromo. 

## Ações
Os efeitos do estado de emergência no início de novembro de 2021 incluíam detenções em massa de "qualquer pessoa de ascendência tigrínia, muitos dos quais não tinham vínculos com os rebeldes ou mesmo afinidade com eles", incluindo "mães com crianças e os idosos". Laetitia Bader, da Human Rights Watch, descreveu o estado de emergência como "'legitimando e legalizando práticas ilegais' e criando um 'clima real de medo'." 
O discurso de ódio online aumentou em novembro. Jornalistas, políticos e ativistas pró-governo federal chamaram os tigrínios de "traidores", pediram aos vizinhos que os "eliminassem" e exigiram às autoridades que detivessem os tigrínios em "campos de concentração".